# ATI Avivo

AVIVO

Als Avivo bezeichnet AMD eine mit der Radeon X1300 eingeführte Video-Plattform, welche die Multimedia-Fähigkeiten von ATIs Grafikkarten verbessern sollte (Qualität und Flexibilität). Die Weiterentwicklung wird unter dem Namen Avivo HD vermarktet.

## Avivo
Im Gegensatz zum Nachfolger braucht Avivo keinen eigenständigen Videoprozessor. Mit Avivo ist die Möglichkeit der Video-Beschleunigung über die Pixel-Shader-Einheiten der jeweiligen Grafikprozessoren gegeben. Avivo ermöglicht das hardwarebeschleunigte Decodieren von Videomaterial, zum Beispiel H.264 (mit High-Definition-Auflösungen) oder MPEG-4. Auch hardwarebeschleunigtes encodieren ist unter Verwendung des Betriebssystems Windows XP und der ATI-Radeon-X1-Serie möglich. Zusätzlich gibt es einige Tools, welche die Nutzung dieser Plattform zu ermöglichen. Das bekannteste davon ist Avivo XCode.

## Avivo HD
Ein erweitertes Avivo-System, das einen Unified Video Decoder (UVD) voraussetzt, wird als Avivo HD bezeichnet. Eine große Ausnahme bilden hierbei die Radeon-HD-2900-Grafikkarten, die zwar das neue Avivo-HD-Logo für sich beanspruchen, aber über keinen UVD verfügen. Die Beschleunigung erfolgt bei diesen Karten über die Streamprozessoren. Praxistests haben jedoch gezeigt, dass die Beschleunigungsleistung in etwa auf dem Niveau der Avivo-Karten der Radeon-X1-Serie liegt.